# Stor-Sjouten
Stor-Sjouten (ook wel Stora Sjougden, Zuid-Samisch: Sjeavhta) is een meer in de gemeente Strömsund in het Zweedse landschap Jämtland. Het meer is 12,1 kilometer lang en 5,3 kilometer breed en ligt op maximaal 453 meter boven de zeespiegel. Het water stroomt het meer in via meerdere rivieren waarvan de Nårrovenjohke en Trångmoån het grootste zijn, via de Sjoutälven watert het meer af. Er liggen verschillende eilanden in het meer zoals Öaholm en Killingholmen.
Aan het meer liggen de kleine dorpen: Sjoutnäset, Inviken, Nyhem en Hovde.